# Lagune Ébrié
Pour les articles homonymes, voir Ébriés.

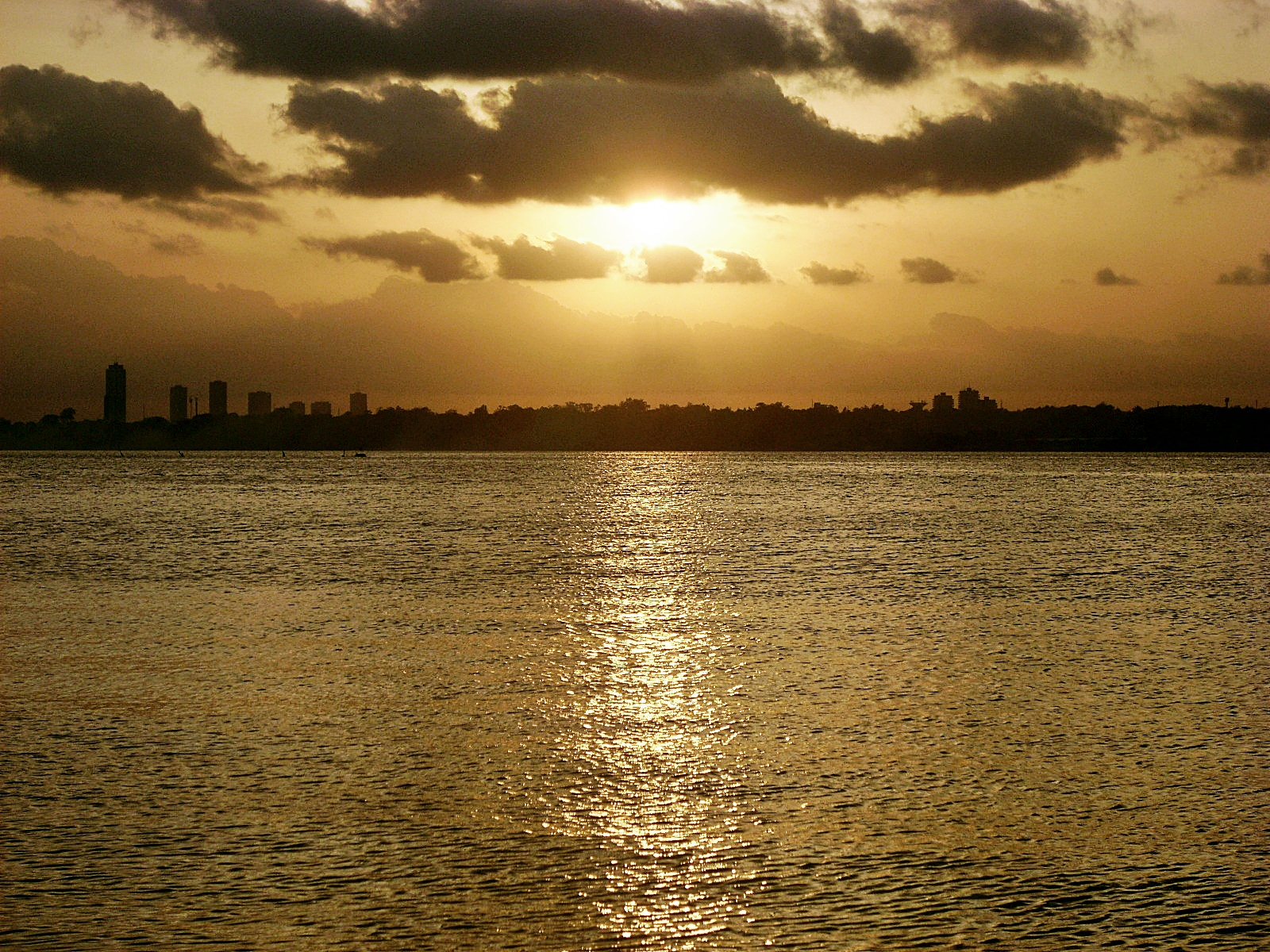
Coucher de soleil sur la lagune Ébrié. La Cité administrative d’Abidjan est visible à l’horizon.

La lagune Ébrié, parfois appelée lagune Ahizi, est une lagune à eau saumâtre située en Côte d’Ivoire autour de laquelle est construite notamment la capitale Abidjan. Sa surface est d’environ 560 km2, avec une largeur maximale de 7 km, une profondeur moyenne de 4,8 m, une profondeur maximale de 20 m et une longueur de 130 km (en direction est-ouest). 

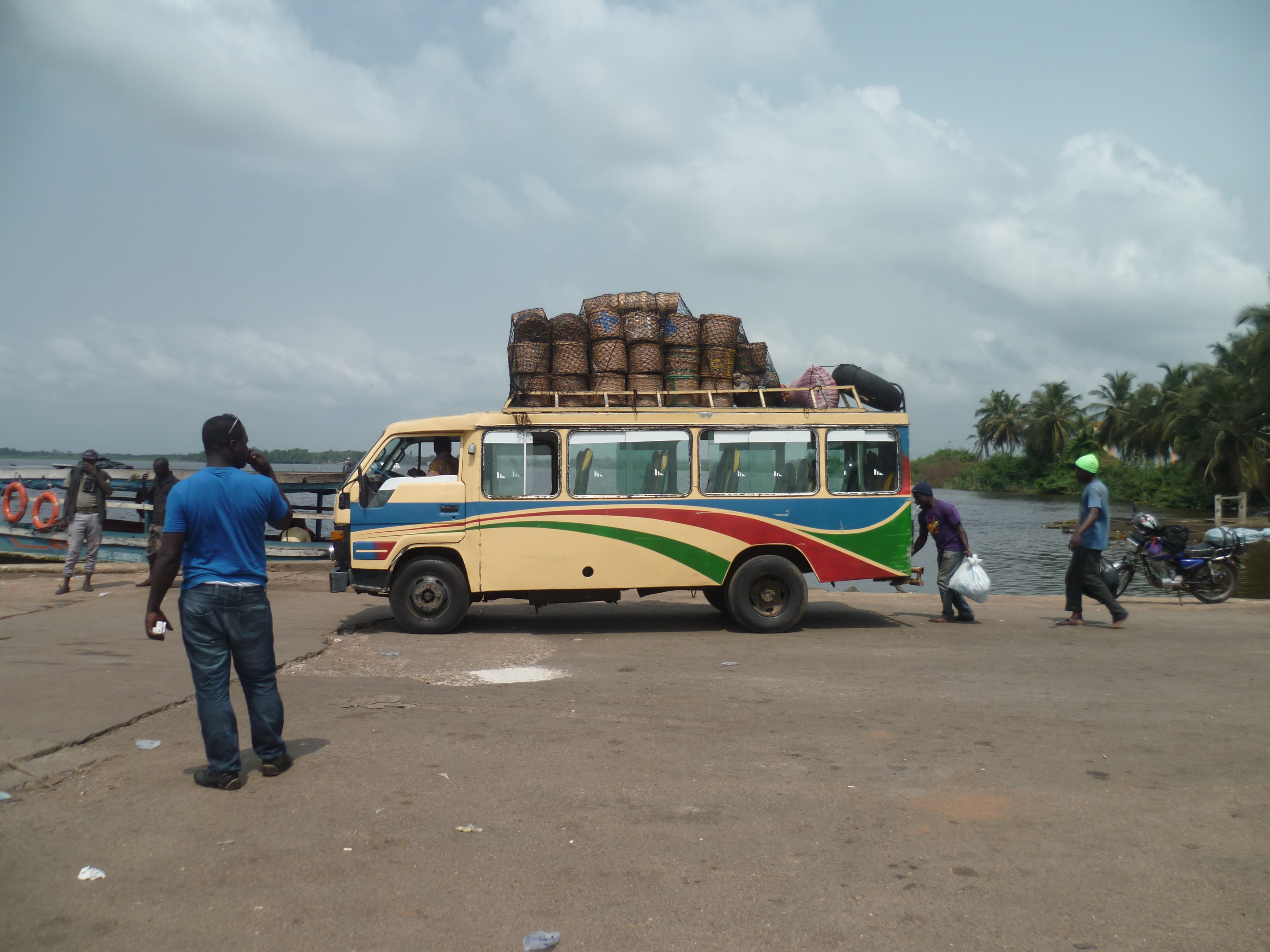
Bus empruntant le bac de N'Dyéni en 2014, avant l'achèvement du pont Philippe-Yacé.

Les affluents principaux sont l’Agnéby, la Mé (à travers la lagune Potou) et la Comoé. La lagune est reliée au golfe de Guinée par le canal de Vridi, construit pour permettre l’ouverture du port d’Abidjan vers l'océan Atlantique. À l’ouest, la lagune est reliée au Bandama et à la lagune de Grand-Lahou par le canal d’Asagni qui traverse le parc national d’Asagni. À l’est, elle est connectée avec la lagune Ouladine et la lagune Potou. La connexion naturelle entre lagune et mer au niveau de l’estuaire de la Comoé a été colmaté naturellement à la suite du percement du  canal de Vridi. De temps en temps, le projet de rouvrir cette embouchure est évoqué,. 
Les villes d’Abidjan, de Grand-Bassam, de Bingerville et de Dabou la bordent. Une partie d’Abidjan (les communes Treichville, Marcory et Koumassi) se trouve sur une île dans la lagune Ébrié. Les autres îles d'importance sont l’île Boulay, l’île Vitré, l’île Désirée et l’île Morin. 

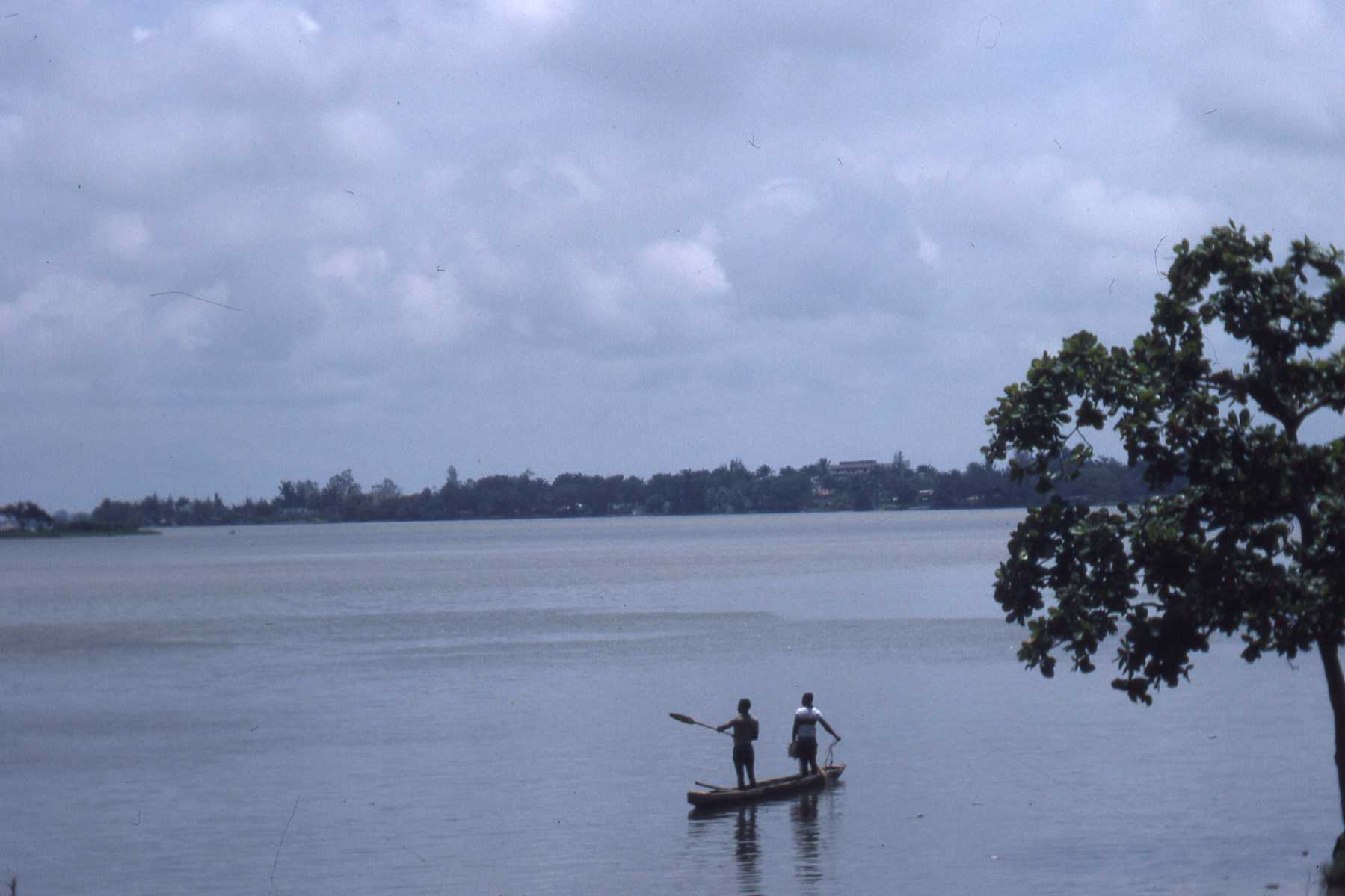
Une pirogue sur la lagune Ébrié

 Quatre ponts traversent la lagune : Le pont Félix-Houphouët-Boigny, le pont Général-de-Gaulle et le pont Henri-Konan-Bédié sont situés à Abidjan. Pour sa part, le pont Philippe-Yacé se trouve à mi-chemin entre Jacqueville et Abidjan et permet de désenclaver toute la zone autour de Jacqueville, qui est situé sur le cordon littoral entre la lagune et l’Atlantique, et pour laquelle ce point constitue l'unique voie routière. 

## Histoire
Au XIXe siècle, l'économie de la lagune Ébrié est consacrée à la traite de l'huile de palme autour de laquelle s'organise une véritable division du travail. Sur les quatre groupes ethniques qui peuplent le pourtour de la lagune, deux sont ainsi spécialisés dans la production d'huile, le troisième fait l'intermédiaire entre les navires de commerce européens et les producteurs tandis que le dernier se consacre à la pêche pour vendre son poisson aux producteurs d'huile. 
La création d'un port en eaux profondes et le percement du littoral furent les grands chantiers de l'époque coloniale. Parallèlement, des canaux de jonction sont établis entre trois systèmes lagunaires soit, d'ouest en est : lagune de Grand-Lahou, lagune Ebrié et lagune Aby. Ces canaux permettent d'avoir une voie d'eau navigable de près de 280 km parallèle au cordon littoral. Il a fallu creuser deux canaux : d'abord le canal d'Assagny entre la lagune de Grand-Lahou et l'ouest d'Ébrié (1912-1918), puis le canal d'Assinie après la Seconde Guerre mondiale (entre la région de Grand-Bassam et la lagune d'Assinie, elle-même en communication avec la lagune Aby).

## Économie
La pêche est pratiquée dans la lagune.

## Environnement
En général, le bord naturel est plutôt marécageux : il y a des zones étendues de mangroves, dominés par l’espèce « Rhizophora racemosa » accompagné par « Acrostichum aureum » (la fougère dorée), qui sont chaque fois plus menacés et diminués. Il y a aussi des plantes aquatiques invasives comme « Eichhornia crassipes » et « Salvinia molesta ». 
Certaines parties de la lagune notamment au niveau des communes de Koumassi et Marcory sont en voie de disparition, car les habitants de ces communes remblayent la lagune avec les ordures ménagères pour construire des maisons insalubres.